# رقیه حسن
رقیه حسن (به انگلیسی: Ruqaiya Hasan) استاد و پژوهشگرِ زبان‌شناسی بود. او در چندین دانشگاه در انگلستان به صورت مدعو تدریس کرد. آخرین منصب وی در دانشگاه مک‌کواری در سیدنی بود که او در سال ۱۹۹۴ از آنجا به‌عنوان استاد بازنشسته شد. رقیه حسن در خلال سال‌های فعالیت حرفه‌ای‌اش به پژوهش و انتشار کتاب و مقاله در زمینه‌های هنر کلامی، فرهنگ، پس‌زمینه، متن و بافت، لکسیکوگرامر و تنوع معناشناختی پرداخت. این مورد اخیر ایجاد شبکه‌های سیستمیِ معناشناختی گسترده برای تحلیل معنا در مکالمه‌های طبیعی را شامل می‌شود. او همسر مایکل هلیدی، زبان‌شناس نامدار انگلیسی، بود.

## زندگی
رقیه حسین در ۳ ژوئیهٔ ۱۹۳۱ در پراتاپگار در هندوستان به دنیا آمد. او در سال ۱۹۵۳ از دانشگاه الله‌آباد در رشتهٔ ادبیات، آموزش و تاریخ انگلیسی در مقطع کارشناسی دانش‌آموخته شد. برادر بزرگ‌ترش به نام زوار حسن که به عنوان روزنامه‌نگار در پاکستان مشغول فعالیت بود، او و بقیهٔ اعضای خانواده را در سال ۱۹۵۴ به لاهور پاکستان آورد. رقیه حسن از سال ۱۹۵۴ در دانشگاه تربیت آموزگاران ناشنوایان در لاهور به عنوان سخنران تدریس می‌کرد. او در سال ۱۹۵۸ در مقطع کارشناسی ارشد از کالج دولتی لاهور وابسته به دانشگاه پنجاب در رشته ادبیات انگلیسی دانش‌آموخته شد. او از ۱۹۵۹ تا ۱۹۶۰ به عنوان سخنران در زبان و ادبیات انگلیسی به تدریس در کالج کویین مری لاهور می‌پرداخت. او سپس به عنوان بورسیهٔ شورای بریتانیا به ادینبرو رفت و در دانشگاه ادینبرو دورهٔ تحصیلات تکمیلی خود را در رشتهٔ زبان‌شناسی کاربردی گذراند. رقیه حسن در سال ۱۹۶۴ مدرک دکترای خود را در زبان‌شناسی از دانشگاه ادینبرو دربافت کرد. عنوان پایان‌نامهٔ او «مطالعهٔ زبان‌شناختی جنبه‌های متضاد در سبک دو نثرنویس معاصر انگلیسی» بود. این دو نثرنویس آنگوس ویلسون و ویلیام گلدینگ بودند. او از نظریهٔ اولیهٔ مایکل هلیدی و به‌طور مشخص مقالهٔ «مقولات نظریهٔ گرامر» او که در سال ۱۹۶۱ منتشر شده‌بود استفاده‌کرد.
رقیه حسن در فاصله سال‌های ۱۹۶۴ تا ۱۹۷۱ کمک‌هزینه‌های پژوهشی متعددی دریافت کرد. نخست از پروژهٔ مواد آموزشی و زبان‌های خارجی نوفیلد در دانشگاه لیدز کمک‌هزینه دریافت کرد که در آنجا کار بررسی زبان کودک را هدایت می‌کرد. او در میان سال‌های ۱۹۶۵ تا ۱۹۶۷ همکار پژوهشی برنامهٔ نوفیلد در زبان‌شناسی و آموزش انگلیسی در کالج دانشگاهی لندن بود. او همچنین در فاصلهٔ سال‌های ۱۹۶۸ تا ۱۹۷۱ به همراه بازل برنشتاین در واحد پژوهش جامعه‌شناختی هدایت پروژهٔ پژوهشی نوفیلد دربارهٔ جنبه‌های اجتماعی-زبان‌شناختی داستان‌های کودکان را بر عهده داشت. او به دنبال آن، به گروه زبان‌شناسی و انسان‌شناسی در دانشگاه نورت‌وسترن در ایلینوی رفت و پس از آن به انگلستان بازگشت و در گروه زبان‌شناسی و زبان‌های نو در دانشگاه اسکس به عنوان سخنران مشغول به کار شد. رقیه حسن در سال ۱۹۷۶ به استرالیا مهاجرت کرد و به عنوان استاد ارشد در زبان‌شناسی در دانشگاه مک‌کواری منصوب شد. او در سال ۱۹۹۴ به عنوان استاد از این دانشگاه بازنشسته شد. رقیه حسن به عنوان استاد مدعو و سخنران در کشورهای متعدد مانند آمریکا، کنیا، ژاپن، سنگاپور، دانمارک و هنگ‌کنگ تدریس کرده‌است.